# Mutadia bifurcata
Mutadia bifurcata – gatunek kosarza z podrzędu Laniatores i rodziny Assamiidae. Jedyny znany przedstawiciel monotypowego rodzaju Mutadia.

## Występowanie
Gatunek został wykazany z Zairu.